# Andrew Burnap

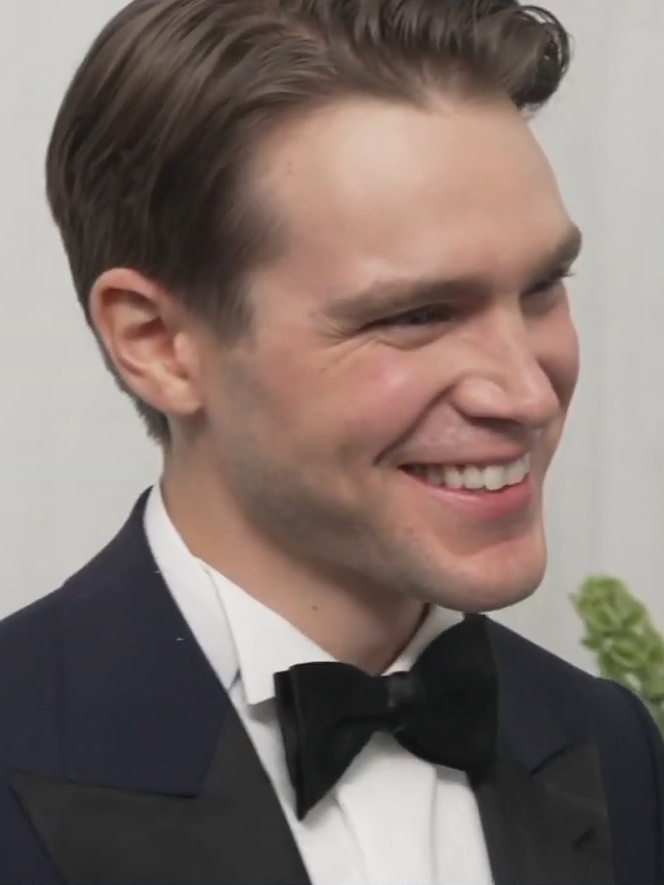

Andrew Burnap (South Kingstown, 5 marzo 1991) è un attore statunitense, attivo in campo teatrale, cinematografico e televisivo.

## Biografia
Ha studiato recitazione all'Università del Rhode Island e Yale e, prima ancora di terminare gli studi, fece il suo debutto teatrale al Commonwealth Shakespeare Company di Boston con Tutto è bene quel che finisce bene nel 2011, seguito da I due gentiluomini di Verona nel 2012 ed il musical Kiss Me, Kate nel 2013.
Nel 2014 debuttò a New York nella produzione del Public Theater di Re Lear, con John Lithgow ed Annette Bening. Dopo essere tornato a recitare a Yale in Cimbelino e Il cerchio di gesso del Caucaso, ottenne il suo primo ruolo di alto profilo nel revival del Public Theater di Troilo e Cressida, in cui ottenne ottime recensioni nel ruolo del protagonista maschile.
Nel 2017 recitò a Los Angeles nella commedia di Matthew Lopez The Legend of Georgia McBride; successivamente Lopez invitò Burnap a recitare in un reading della sua nuova opera teatrale, un'esperienza che lo portò ad ottenere il ruolo principale di Toby Young nel dramma in due parti The Inheritance in scena al Young Vic e Noel Coward Theatre di Londra nel 2018 e 2019. Sempre nel 2019 fa il suo debutto a Broadway con The Inheritance, in cui torna a ricoprire il ruolo principale di Toby Young. Per la sua interpretazione, nel 2020 ha vinto il Tony Award al miglior attore protagonista in un'opera teatrale.
Nel 2023 torna a Broadway interpretando Re Artù nel musical Camelot e per la sua interpretazione ottiene una candidatura al Drama Desk Award; nel 2025 interpreta il protagonista maschile nell'adattamento live action di Biancaneve e i sette nani di Walt Disney.

### VIta privata
Nell'ottobre 2020 ha fatto coming out su Twitter.

## Filmografia

### Cinema
- Spare Room, regia di Jenica Bergere (2018)
- The Chaperone, regia di Michael Engler (2018)
- The Front Room, regia di Max e Sam Eggers (2024)
- Biancaneve (Snow White), regia di Marc Webb (2025)

### Televisione
- Instinct – serie TV, 1 episodio (2018)
- The Code – serie TV, 1 episodio (2019)
- Younger – serie TV, 1 episodio (2021)
- The Good Fight – serie TV, 1 episodio (2021)
- WeCrashed – serie TV, 6 episodi (2022)
- In nome del cielo (Under the Banner of Heaven) – serie TV, 5 episodi (2022)

### Doppiatore
- Red Dead Redemption II – videogioco (2018)

## Teatro
- Tutto è bene quel che finisce bene di William Shakespeare. Commonwealth Shakespeare Company di Boston (2011)
- I due gentiluomini di Verona di William Shakespeare. Commonwealth Shakespeare Company di Boston (2012)
- Kiss Me, Kate, colonna sonora di Cole Porter, libretto Samuel e Bella Spewack. Commonwealth Shakespeare Company di Boston (2013)
- Re Lear di William Shakespeare. Public Theater di New York (2014)
- Il cerchio di gesso del Caucaso di Bertolt Brecht. Yale Repertory Theatre di New Haven (2015)
- Once Five Years Pass di Dustin Wills e Daniel Schlosberg. Williamstown Theatre Festival di Williamstown (2015)
- Cimbelino di William Shakespeare. Yale Repertory Theatre di New Haven (2016)
- Troilo e Cressida di William Shakespeare. Public Theater di New York (2016)
- This Day Forward di Nicky Silver. Vineyard Theatre di New York (2016)
- The Legend of Georgia McBride di Matthew Lopez. Geffen Playhouse di New York (2017)
- The Inheritance di Matthew Lopez. Young Vic e Noel Coward Theatre di Londra (2018), Ethel Barrymore Theatre di Broadway (2019)
- Camelot, colonna sonora di Frederick Loewe, libretto di Alan Jay Lerner e Aaron Sorkin. Vivian Beaumont Theatre di Broadway (2023)
- Spain di Jen Silverman, regia di Tyne Rafaeli. Second Stage Theater dell'Off-Broadway (2023)
- Otello di William Shakespeare, regia di Kenny Leon. Ethel Barrymore Theatre di Broadway (2025)

## Riconoscimenti
- Tony Award
  - 2020 - Miglior attore protagonista in un'opera teatrale per The Inheritance

## Doppiatori italiani
Nelle versioni in italiano delle opere in cui ha recitato, Andrew Burnap è stato doppiato da:
- Marco Barbato in In nome del cielo
- Emanuele Ruzza in FBI: Most Wanted
- Alessandro Campaiola in Biancaneve